# Portal de la Vila (Torà)
El Portal de la Vila és un portal de Torà (Solsonès) inclòs a l'Inventari del Patrimoni Arquitectònic de Catalunya. Uneix la plaça Vila-Vella amb el carrer Nou.

## Descripció
És un dels antics portals de la vila. Presenta un arc rebaixat que s'obre a la plaça de la Vila-Vella. Té una estructura arquitravada on es conserven les antigues bigues de fusta i un teginat de guix molt interessant, on es poden veure elements vegetals, palmetes i grans penjades de raïm. Actualment s'ha reforçat l'estructura amb una nova biga de fusta que travessa horitzontalment el passatge.

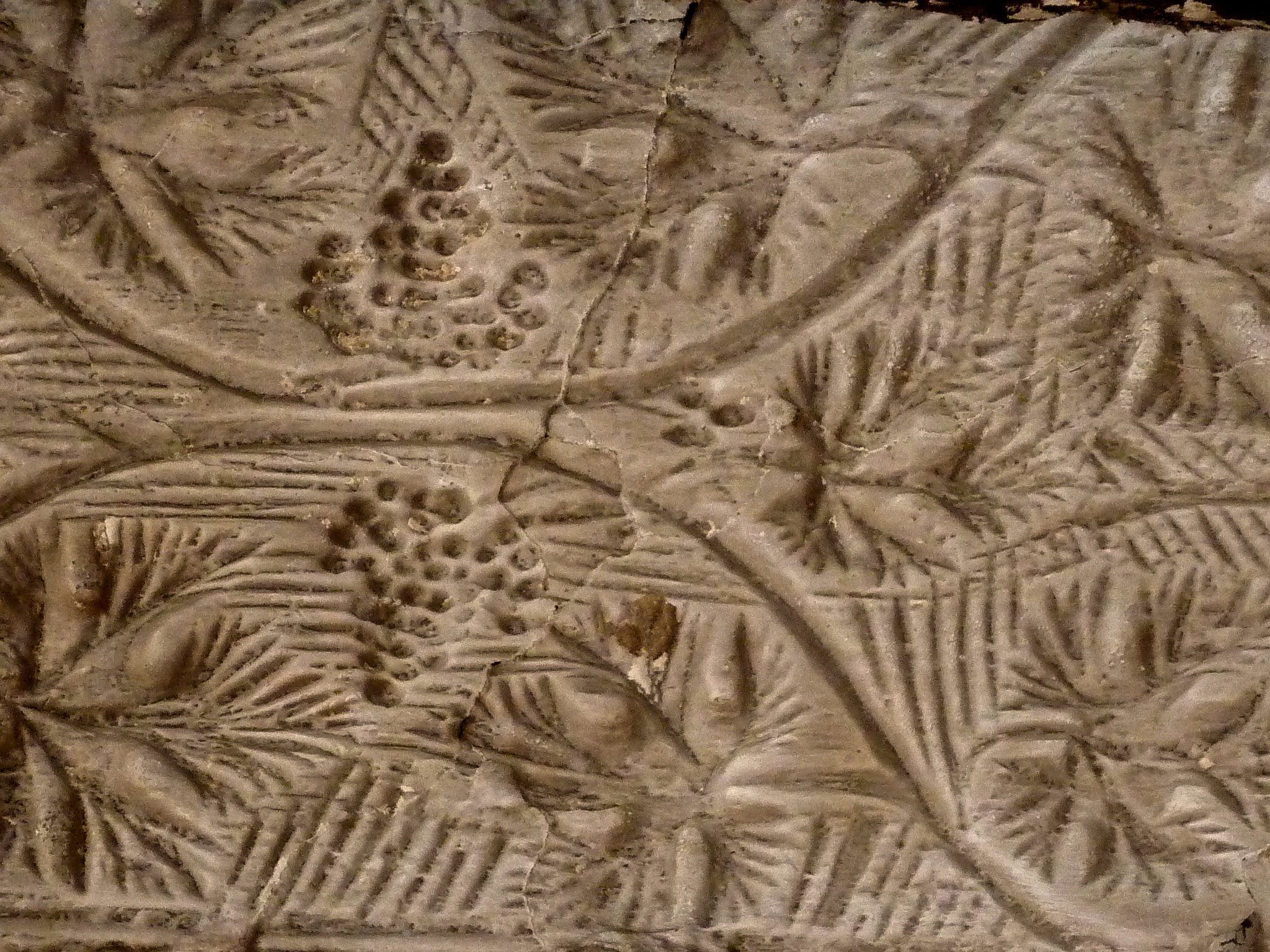
Detall del teginat

El carrer està enllosat, és molt estret i està dotat amb unes voreres molt estretes.
La longitud d'aquest passatge és d'aproximadament 6 m de longitud.

## Història
El portal d'Ofrera, al final del carrer, tancava la vila fins al segle xvii. El nom d'Ofrera prové de clota o fondalada, i aquest carrer, que comença a la plaça de l'església, donava sortida, abans que la vila creixés, a la clota del vescomte.